# Gunslinger Girl
Gunslinger Girl é uma série de mangá escrita e ilustrada por Yu Aida. Foi adaptada para um anime produzido pelo estúdio Madhouse em 2004.

## Enredo
Uma Itália sofre com propostas separatistas das províncias do norte do país, em especial Lombardia.
Uma Organização com o nome de Corporação para o Bem-Estar Social (ou Organização Salva-Vidas), supostamente nobre, na verdade é uma fachada para outros fins.
Na verdade esta organização recebe jovens garotas a beira da morte e reconstroem seus corpos com fibra de carbono, fazem uma lavagem cerebral, e as treinam para serem assassinas profissionais. Embora o processo seja simples, as garotas acabam tendo sua expectativa de vida encurtada pelo processo que elas chamam de condicionamento.
Sempre acompanhadas de um homem mais velho formando um par de fratellos (Irmãos), elas carregam um estojos dos mais variados instrumentos com todas as armas que precisam para completar as missões.
Henrietta é a única sobrevivente de um serial killer, perdeu 6 membros da família e ainda foi violentada e estuprada, sendo quase assassinada. Salva, foi enviada a Organização Salva-Vidas, que fez o processo para a sua nova vida.
Jose é um membro dessa organização e ajudou no processo de reabilitação de Henrietta. Ele se tornou o seu fratello, e tenta ajudar a garota a ter uma vida feliz pelo pouco tempo que lhe resta como forma de compensar as tragédias sofridas pela mesma. Mas ainda assim ele não abre mão do duro treinamento que ela precisa ter.
Essa relação carinhosa entre Jose e Henrietta pode acabar prejudicando a sua formação como assassina, e a sua transformação em mais uma das assassinas é mostrada no anime.